# Gai Yigaal Assulin
Gai Yigaal Assulin (en hebreu: גיא יגאל אסולין; nascut a Akko, Israel, el 9 d'abril de 1991), és un futbolista israelià, format a les categories inferiors del FC Barcelona i considerat en el seu moment com una de les grans perles de La Masia. És el jugador més jove en haver debutat amb la selecció israeliana.

## Biografia
Després d'una gran temporada en el seu país amb el Beitar Nes Tubruk FC i passar per unes proves prèvies del Barça en Andorra i amb la benedicció del director esportiu Josep Colomer, va fitxar pel club blaugrana l'any 2004.
Després de la pujada de Bojan Krkic i Giovanni Dos Santos al primer equip, Assulin és un dels jugadors més destacats del planter. Les seves principals credencials són una gran velocitat, desimboltura en l'un contra un i visió de gol amb facilitat.
El 2007 va estar a punt de fitxar pel Chelsea Football Club, que va mostrar el seu interès pel jove jugador encara que sense arribar a un acord ferm, quedant-se en el planter culer. Aquest mateix any, va debutar amb el primer equip en les semifinals de la Copa Catalunya contra el Girona Futbol Club.
El 25 de març del 2008 va debutar amb la selecció absoluta del seu país, Israel, al jugar un partit amistós contra la selecció de Xile (1-0), convertint-se en el jugador israelià més jove a debutar amb la seva selecció.